# BT100
BT100 byla v informatice jednojehličková tiskárna vyráběná v podniku Tesla kolem roku 1989. Místo tiskové pásky byl používán kopírák. Tiskárna byla též prodávána jako pevná součást magnetopáskového datarekordéru SP-210T.